# Area pretectalis
Die Area pretectalis oder Area praetectalis, auch Praetectum genannt, ist ein Teil des Epithalamus im Zwischenhirn. Diese Region grenzt unmittelbar an die Colliculi superiores im Dach des Mittelhirns (Tectum mesencephali) – dem sie gelegentlich zugerechnet wird – und enthält mehrere, verschieden abgegrenzte Nuclei pr(a)etectales.
Die Area pretectalis ist unter anderem ein wichtiges subkortikales Zentrum des visuellen Systems und in die Verschaltung optokinetischer Reflexe, etwa eines physiologischen Nystagmus, wie auch in die der Akkommodationsreaktion und des Pupillenlichtreflexes einbezogen. Ihre Kerngebiete erhalten über die Sehnerven, den Tractus opticus und die Brachia colliculorum superiorum direkte Afferenzen aus der Retina, zum Teil von photosensitiven Ganglienzellen. Bei Primaten erreichen auch non-visuelle Afferenzen der Netzhaut einer Seite prätektale Kerne beider Seiten.
Innerhalb der als Nuclei praetectales gefassten – und im Einzelnen noch unscharf geschiedenen bzw. verschieden benannten – Kerne werden zumeist fünf unterschieden: 
- Nucleus tractus optici (TA), oft NOT abgekürzt
- Nucleus pretectalis olivaris (TA), oft PON abgekürzt
- Nucleus pretectalis anterior (TA)
- Nucleus pretectalis posterior (TA)
- Nucleus pretectalis medialis

darüber hinaus werden speziesabhängig noch zwei weitere Subkerne differenziert,
- die kommissurnahe "comissurale pretektale Area"
- sowie der posterior abgrenzende Bezirk "posterior limitans".

Afferenzen erhält der insgesamt als Nuclei pretectales (TA) bezeichnete Kernkomplex u. a.
- aus der Retina des Auges über Tractus opticus und Brachium colliculi superioris, mehrheitlich auf  NOT und OPN projizierend
- aus dem Corpus geniculatum laterale des Metathalamus des Zwischenhirns
- aus dem Thalamus des Zwischenhirns von (spezifischen) posterioren Kernen
- aus den Colliculi superiores des Tectum des Mittelhirns
- aus der Formatio reticularis im Bereich des Pons des Hinterhirns
- und aus dem visuellen Cortex und dem frontalen Augenfeld des Großhirns

Über Efferenzen treten Kerngebiete aus der Area pretectalis (TA) in Beziehung u. a.
- zu den Corpora geniculata lateralia im Zwischenhirn, damit wechselseitig
- zu dem Pulvinar des Thalamus, spezifischen Kernen
- zu den Colliculi superiores, so wechselseitig mit den unmittelbar hinter dem Praetectum gelegenen oberen Hügeln
- zu den Nuclei accessorii nervi oculomotorii (Edinger-Westphal), den autonomen Kerngebieten des Hirnnerven III  Nervus oculomotorius im Mittelhirn beider Seiten, von denen via Ganglion ciliare u. a. die pupillenverengende innere Augenmuskulatur parasympathisch beeinflusst wird
- zu den Nuclei interstitiales (Cajal) im Mittelhirn, von denen je der Fasciculus longitudinalis medialis des Hirnstamms ausgeht
- zu den Nuclei olivares inferiores im Markhirn

Insbesondere die Efferenzen des Nucleus pretectalis olivaris einer Seite ziehen zum gleichseitigen und über die Commissura posterior auch zum kontralateralen Edinger-Westphal-Kern. Dadurch, dass somit von jeder Seite aus die Edinger-Westphal-Kerne beider Seiten erreicht werden können, kommt es zum konsensuellen Pupillenlichtreflex, also zur Verengung beider Pupillen auch bei Lichteinfall in nur eines der Augen.